# Fukári Valéria
Fukári Valéria (Pozsonypüspöki, 1934. december 4. – 2012. február 29.) filológus, irodalom- és művelődéstörténész.

## Élete
Középiskolai tanulmányait Pozsonyban végezte. A Comenius Egyetemen tanult, majd 1959-ben a Károly Egyetem magyar–szlovák szakán végzett.
Az Új Szó, majd a Természet és Társadalom szerkesztője volt. 1968-tól a Tatran Kiadó magyar üzemében, a Madách Könyv- és Lapkiadóban a szlovák és cseh irodalom lektora lett. A csehszlovákiai normalizáció időszakában politikai okokból nem publikálhatott. A bársonyos forradalom után nyugdíjazásáig a Madách Kiadó szerkesztője volt.
Foglalkozott többek között Štefan Krčméry, Krammer Jenő, Schöpflin Aladár, Romain Roland, Böhm Károly és Marguerite Yourcenar munkásságával és a Pozsonyi Evangélikus Líceum későbbi történetével. Genealógiai, család-, oktatás- és művelődéstörténeti kutatásokat is végzett. Kritikákat, tanulmányokat közölt főként a kisebbségi magyar, valamint a szlovák és a cseh irodalom alkotásairól, például az Irodalmi Szemlében, a Hétben és az Új Ifjúságban.
A Szlovákiai Magyar Írók Társaságának tagja volt.

## Művei
- 1997 Poznámka filológa k filozofickému vzdelávaniu na prešporskom lýceu. In: Mészáros András (összeáll.): Ideové a literárno-historické tradície. Pozsony
- 1997 Hazahív a harangszó (A régi Püspökiről, Szúnyogdiról szóban és képben). Haza a mélyben. Csemadok, Pozsonypüspöki
- 1998 A „Lelki-Tanítók”. Püspöki plébánosai. In: FV – B. Sinková – M. Strieberová: Adalékok Pozsonypüspöki iskolatörténetéhez I. Csemadok, Pozsonypüspöki
- 2000 Az évszázad első fele. In: FV – Stifterné Cs. Mária: Adalékok Pozsonypüspöki iskolatörténetéhez II. (Huszadik század). Csemadok, Pozsonypüspöki
- 2000 Adalékok az ifjú Böhm Károly pozsonyi korszakához. In: Böhm Károly és a „kolozsvári iskola”. Kolozsvár–Szeged
- 2001 A Pázmány–Sallai kérdés nyomában. In: Hargittay Emil (szerk.): Pázmány Péter és kora. Piliscsaba
- 2003 Egy régi alma mater - A pozsonyi evangélikus líceum és teológiai akadémia utolsó negyven éve 1882–1923. Kalligram Kiadó, Pozsony
- 2005 Rákos Péter idézése – leveleiből (teljes szöveg). Kalligram 2005/1–2.
- 2005 Petkó Zsigmond életrajzának hézagjaihoz. Irodalomtörténeti Közlemények 109/4-6
- 2005 Rákosi Péter levelei. Prágai Magyar Tükör 2005/5.
- 2005 Mossótzy Institoris Mihály levelezése. In: Czoch Gábor (szerk.): Fejezetek Pozsony történetéből magyar és szlovák szemmel. Kalligram
- 2007/2008 Felső-magyarországi főúri családok
- 2010 Visszatekintés
- 2012 Schöpflin Aladár magyarországi apai ősei, családtörténete. Fórum Társadalomtudományi Szemle 2012/1.